# Sadako DX
Pour plus de détails, voir Fiche technique et Distribution.
Sadako DX (貞子 DX) est un film japonais réalisé par Hisashi Kimura, sorti en 2022. Nouvelle adaptation de l’œuvre Ring de Kōji Suzuki, il est une suite directe du film Rasen (1998).

## Synopsis
Ayaka Ichijo, une étudiante, est sceptique concernant la vidéo maudite de Sadako, censée tuer celui qui la regarde sept jours plus tard. Sa sœur, Futaba, meurt après avoir regardé la vidéo, mais seulement vingt-quatre heures plus tard. Ayaka décide d'enquêter.

## Fiche technique
- Titre : Sadako DX
- Titre original : 貞子 DX
- Réalisation : Hisashi Kimura
- Scénario : Yuya Takahashi, d'après l’œuvre de Kōji Suzuki
- Société de production : Kadokawa Pictures
- Pays de production :  Japon
- Genre : horreur et fantastique
- Durée : 100 minutes
- Dates de sortie : 
  - Belgique : 1er septembre 2022 (Festival international du film fantastique de Bruxelles)
  - Japon : 28 octobre 2022

## Distribution
- Hiroyuki Ikeuchi : Kenshin
- Kazuma Kawamura : Oji Maeda
- Fuka Koshiba : Ayaka Ichijo
- Mario Kuroba : Bunka
- Naomi Nishida : Chieko Ichijo
- Hiroyuki Watanabe : Ryuma Tendou
- Yuki Yagi : Futaba Ichijo

## Bande-son
La chanson du film, REPLAY, est écrite et interprétée par Sandaime J Soul Brothers.